# 岡山津島中継局
岡山津島中継局（おかやまつしまちゅうけいきょく）は岡山県岡山市北区の烏山にあるテレビジョン放送の中継局である。ここでは2011年7月24日に停波したアナログ放送の中継局「岡山北中継局」についても記述するが、所在地は当中継局と同じ。

## 放送区域
この中継局の電波法に定める放送区域（3mV/m）は岡山県岡山市（北区、中区）及び倉敷市の各一部、約5万世帯である。北は山地部を除く津高地区一帯、南はここから操山や東山、京山や矢坂山にかけて、東は吉備中山や太平山にかけての平野部にあたり、いずれも中継局を見通せる山までが放送区域の限界になっている。
ただし、この中でも烏山と対峙する坊主山や楢津の西南院裏山の山陰となる、そこから備前一宮駅にかけての一帯は放送区域の欠損部分である。また、ビルが密集する岡山市中心部も欠損部分で、具体的には伊福町やその東の山陽本線にかけてまでが放送区域の限界である。これら2つの欠損区域内では周辺地域が放送区域であっても良好な受信に必要な電界強度3mV/mが保証されない。
なお、この中継局の放送区域の半径は広い部分で約5.5km程度であるが、約10.5km離れた倉敷市東栗坂から中庄駅にかけての山陽本線沿いは飛び地になる形で放送区域内となっている。

## 歴史
- 1973年（昭和48年）3月30日 - NHK岡山放送局総合テレビジョン岡山北中継局および教育テレビジョン岡山北中継局開局[1]。
- 1985年（昭和60年）5月9日 - RNC西日本放送岡山北中継局開局。
- 1989年（平成元年）12月14日 - TSCテレビせとうち岡山北中継局開局[2]。
- 2004年（平成16年）10月28日 - 1度目のアナアナ変換対策開始に伴い新アナログチャンネル放送開始。
- 2005年（平成17年）4月28日 - 1度目のアナアナ変換に関わる旧アナログチャンネル停波。
- 2006年（平成18年）6月1日 - 2度目のアナアナ変換対策開始に伴い新アナログチャンネル放送開始。
- 2006年（平成18年）9月29日 - 2度目のアナアナ変換に関わる旧アナログチャンネル停波。
- 2011年（平成23年）3月31日 - 地上デジタル放送中継局が開局したが、中継局名は「岡山津島中継局」になる。

### アナアナ変換
この中継局も2度にわたって、デジタル放送開始にあわせて全国的に行われた現行アナログチャンネルの移行、いわゆる「アナアナ変換」の対象となった。1度目は2004年10月28日より対策を開始、翌年2005年4月28日に旧チャンネル停波、2度目は2006年6月1日より対策を開始、同年9月29日には旧チャンネルを停波し新チャンネルに移行した。対象となったアナログチャンネルは1度目がNHK総合（55ch-→43ch-）、NHK教育（53ch-→41ch-）及びTSCテレビせとうち（28ch+-→38ch+）の3波、2度目がRNC西日本放送（30ch-→14ch-）及びKSB瀬戸内海放送（32ch-→16ch+）の2波の計5波。対策世帯は1度目が岡山市、倉敷市、玉野市、早島町及び灘崎町の各一部約1万400世帯で、2度目が岡山市、倉敷市、玉野市及び早島町の各一部約1万800世帯である。
1度目に停波した旧アナログチャンネル55chは総社中継局でNHK岡山教育テレビのアナアナ変換後の新アナログチャンネルとして使用されていて、28chは山陽中継局など多くの中継局でOHK岡山放送のデジタルチャンネルとして使用されている。
また、2度目に停波した旧アナログチャンネルのうち30chと32chは岡山金甲山親局でそれぞれKSB瀬戸内海放送とNHK岡山総合テレビのデジタルチャンネルとして使用されている。

### 地上デジタル放送
この中継局はデジタル放送には対応しないため、アナログ放送停波と同時に廃局になる予定だったが、開局することになった。但し、中継局名は「岡山津島中継局」になる。この中継局は小規模中継局ではあるが、受信世帯数が約49,800世帯となり、岡山県内の地上デジタル放送中継局でこれまで受信世帯数最多の中継局だった倉敷市の水島中継局（約46,100世帯）を抜き、同県内で最多受信世帯数の中継局となる。
2011年3月4日に中国総合通信局から予備免許の交付を受け、同年3月14日から全局で試験電波を発射、同年3月31日に開局。

## 施設
中継局は岡山市中心部の北部に位置する標高135.0mの烏山山頂に存在する。
局名である岡山北は中継局開局当時の岡山市の北部を範疇とする中継局という意味であり、命名時点では現在の北区を範疇とする中継局という意味は持っていない。その後政令指定都市移行で北区の概念が生まれたが、この中継局が放送区域とする範囲と比べると実際の北区の範囲はあまりにも広大であり、やはり北区を範疇とする中継局の意には当てはまらない。
旧瀬戸町を除く岡山市内で最大出力の中継局であり、岡山市中心部に接した北部住宅地を放送区域としているため放送区域内世帯数も多い。また、出力・開局日とも県内では水島中継局と同一であり、2回にわたったアナアナ変換の日程も全く同一、それにより移行したチャンネルも3波が同一チャンネルである（当中継局は±10kHzオフセット設定）。

### 地上デジタルテレビジョン放送送信設備（岡山津島中継局）
| リモコンキーID                                                | 放送局名          | 物理チャンネル | 空中線電力 | ERP  | 放送対象地域   | 放送区域内世帯数 |
| ------------------------------------------------------------- | ----------------- | -------------- | ---------- | ---- | -------------- | ---------------- |
| 1                                                             | NHK岡山総合       | 40ch           | 1W         | 未定 | 岡山県         | 約49,800世帯     |
| 2                                                             | NHK岡山教育       | 45ch           | 1W         | 未定 | 全国放送       | 約49,800世帯     |
| 4                                                             | RNC西日本放送     | 39ch           | 1W         | 未定 | 岡山県・香川県 | 約49,800世帯     |
| 5                                                             | KSB瀬戸内海放送   | 29ch           | 1W         | 未定 | 岡山県・香川県 | 約49,800世帯     |
| 6                                                             | RSK山陽放送       | 31ch           | 1W         | 未定 | 岡山県・香川県 | 約49,800世帯     |
| 7                                                             | TSCテレビせとうち | 33ch           | 1W         | 未定 | 岡山県・香川県 | 約49,800世帯     |
| 8                                                             | OHK岡山放送       | 44ch           | 1W         | 未定 | 岡山県・香川県 | 約49,800世帯     |
| ※全局局名は岡山津島中継局 ※中継局であるためコールサインは無い |                   |                |            |      |                |                  |

### 地上アナログテレビジョン放送送信設備（岡山北中継局）
| チャンネル | 放送局名          | 空中線電力        | ERP               | 放送対象地域   | 放送区域内世帯数 |
| --- | ----------------- | ----------------- | ----------------- | -------------- | ---------------- |
| 14- | RNC西日本放送     | 映像10W/ 音声2.5W | 映像40W/音声10W   | 岡山県・香川県 | 約5万世帯        |
| 16+ | KSB瀬戸内海放送   | 映像10W/ 音声2.5W | 映像40W/音声10W   | 岡山県・香川県 | 約5万世帯        |
| 38+ | TSCテレビせとうち | 映像10W/ 音声2.5W | 映像42W/音声10.5W | 岡山県・香川県 | 約5万世帯        |
| 41- | NHK岡山教育       | 映像10W/ 音声2.5W | 映像42W/音声10.5W | 全国放送       | 約5万世帯        |
| 43- | NHK岡山総合       | 映像10W/ 音声2.5W | 映像42W/音声10.5W | 岡山県         | 約5万世帯        |
| 57- | RSK山陽放送       | 映像10W/ 音声2.5W | 映像39W/音声9.7W  | 岡山県・香川県 | 約5万世帯        |
| 59- | OHK岡山放送       | 映像10W/ 音声2.5W | 映像39W/音声9.7W  | 岡山県・香川県 | 約5万世帯        |
| ※全局局名は岡山北局 ※41ch、43ch以外は全局に指向性あり ※中継局であるためコールサインは無い ※14ch、41ch、43ch、59ch、43ch、57chはオフセット-10kHz局 ※16ch、38chはオフセット+10kHz局 |                   |                   |                   |                |                  |